# Instituto Ross del Trauma Psicológico
El Instituto Ross del Trauma Psicológico es una institución mental al norte de Dallas, Texas en Estados Unidos fundado por Colin A. Ross en 1991. El principio básico del instituto es que algunos trastornos mentales son consecuencia de malos tratos en la infancia. A esta hipótesis de trabajo algunas veces se le menciona como un paradigma alternativo de la teoría psiquiátrica convencional.
Unos 5000 individuos han sido admitidos al programa en el instituto de Dallas y clínicas similares en el Hospital Forest View en Grand Rapids, Míchigan, y en el Hospital Del Amo en Torrance, California. La estancia promedio es de dos semanas. La suposición es que el trauma es un factor fundamental en la etiología de algunos trastornos psiquiátricos.
El Instituto Ross del Trauma Psicológico trata gente adulta que sufre de depresión, automutilación, ideación suicida, ansiedad, esquizofrenia disociativa, y abuso de sustancias. La idea es que gran parte de la fenomenología del Manual diagnóstico y estadístico de los trastornos mentales o DSM-IV-TR es, en realidad, la fenomenología del trauma. Ross critica el hecho que en la psiquiatría académica el postulado que la psicosis significa etiología biológica no se cuestiona. No obstante, a diferencia de críticos de la psiquiatría más radicales como Thomas Szasz, Ross cree en la absoluta necesidad del concepto de enfermedad mental y del sistema DSM.

## Terapia del Trauma
En el Instituto Ross del Trauma Psicológico la terapia del trauma se divide en dos etapas: la etapa del estrés postraumático y la etapa del duelo. En esta última, el contenido de memorias se enfoca en las buenas cosas que pudieron haber pasado en la dinámica familiar del paciente pero que no pasaron: el paciente es compelido a una respuesta emocional sobre una pérdida. Falsas memorias pueden ocurrir en la etapa de estrés postraumático pero raramente en la etapa del duelo. Esta última etapa es dejada al final debido a que es más profunda, más dolorosa y conlleva a más resistencias. La terapia del trauma es siempre un método gradual para evitar la aversión al duelo. El duelo sobre los padres que el paciente nunca tuvo es el trabajo fundamental en la terapia del trauma. Esta no es terapia familiar ni psicoanálisis. Difiere del psicoanálisis en que el problema percibido no es el inconsciente del paciente sino la historia familiar también. Sin embargo, debido a las memorias falsas el instituto mantiene el principio de la neutralidad terapéutica, especialmente en memorias de abuso sexual parental y más aún en los alegatos de pacientes sobre abuso satánico ritual, acerca del cual Ross es escéptico.

### El problema del apego con el perpetrador
El problema del apego con el perpetrador es el blanco principal en la terapia del trauma de Ross. Desde John Bowlby se sabe que la tarea fundamental en el desarrollo del infante humano es el apego. Existe una considerable cantidad de evidencia que la profunda negligencia, la privación y el aislamiento sensorial en la temprana infancia daña al cerebro de manera cuantificable (Bernstein & Putnam, 1986). Ross considera que el apego es tan crucial que ha escrito: "A toda costa y como el imperativo más alto, los mamíferos jóvenes deben apegarse" a sus progenitores. 
Por otra parte existe otro reflejo importante programado en los seres humanos, el repliegue del dolor. Según la teoría, en las familias abusivas el niño se repliega del maltrato y se encierra emocionalmente. Pero el modo de encierro psíquico como estrategia, les dice Ross a sus pacientes en la clínica psiquiátrica, sería suicidio en el desarrollo del individuo; de manera que el niño debe resolver el problema del apego al perpetrador. El hijo debe dividir su psique, disociarse; los malos tratos y malos sentimientos deben dejarse a un lado. A los pacientes del instituto psiquiátrico se les enseña que el hijo quiere amar y ser amado por el padre, y a la vez le teme al padre abusivo y quiere huir. Es el contraste entre los padres buenos y malos del paciente, el conflicto simultáneo entre el apego y la desconexión, la fuente del dolor. Esta situación produce una suerte de corto circuito en la psique del hijo. El conflicto simultáneo entre el apego y la desconexión es la fuente más profunda de dolor y el principal motor de algunos síntomas psiquiátricos.

### La sustitución de la zona de control
De acuerdo al modelo del trauma los niños maltratados generalmente cometen un error cognitivo. Creen que ellos son malos porque solo por serlo están causando el maltrato en el hogar. De esta manera los niños crean una ilusión de poder. Ross escribe: "La substitución de la zona de control ayuda a resolver el problema del apego afectivo con el perpetrador; los dos están entretejidos uno con el otro". 
En su libro, The Trauma Model, Ross asevera que el cien por ciento de sus pacientes adultos aún creen que ellos causaron el maltrato parental. En otras palabras, el hijo crecido perturbado ha sustituido la zona de control hacia sí mismo. Ross sugiere que sus pacientes manifiestan odio hacia ellos mismos por medio de conductas autodestructivas, por ejemplo, la automutilación. Según Ross: 
 "Cuando reviertes la sustitución de la zona de control, te das cuenta que mamá y papá no estaban ahí para cuidarte, y que no te protegieron. Esto conduce al trabajo fundamental en la terapia: el duelo de aquellos padres que jamás tuviste". 
El modelo dominante en la psiquiatría contemporánea no es el modelo del trauma sino el modelo médico de los trastornos mentales, que propone que las principales enfermedades mentales tienen una base biológica. No obstante, en el libro citado arriba Ross escribe: "No es una cuestión del modelo del trauma versus un modelo biológico. El modelo del trauma es biológico en sí mismo. Debe serlo, porque en la naturaleza la mente y el cerebro son un campo unificado". De esa manera Ross rechaza el dualismo cartesiano.